# Paweł Jedzink
Paweł Antoni Jedzink (ur. 13 czerwca 1851 w Braniewie, zm. 31 października 1918 w Poznaniu) – duchowny rzymskokatolicki, biskup pomocniczy poznański w latach 1915–1918.

## Życiorys
Urodził się w rodzinie mistrza krawieckiego Michaela Jedzink i Rosalie z d. Hube w Braniewie na Warmii. Tam też ukończył szkołę elementarną i średnią. Jesienią 1870 zdał maturę w miejscowym gimnazjum, a następnie studiował również w Braniewie w Liceum Hosianum. Święcenia kapłańskie przyjął 2 sierpnia 1874 w katedrze we Fromborku. Następnie studiował w Monastyrze, gdzie uzyskał stopień licencjata teologii. Początkowo był prefektem konwiktu biskupiego, lecz ze względu na restrykcje związane z kulturkampfem biskup warmiński Krementz wysłał go do pracy duszpasterskiej do stolicy Finlandii – Helsinek, gdzie posługiwał przez następne pięć lat dla społeczności niemieckich katolików w kościele św. Henryka (1877–1881). W 1881 powrócił na Warmię, będąc wikariuszem kolejno w Ełdytach Wielkich, Malborku i Miłakowie.
15 października 1883 biskup mianował go kuratusem w Olsztynku z zadaniem budowy nowej świątyni, ponieważ skromne dotychczasowe oratorium od dawna nie mieściło wzrastającej liczby wiernych. W ciągu pięciu lat, głównie z ofiar wiernych z katolickiej Warmii, wzniósł kościół, plebanię i szkołę (budynek przy kościele). Konsekracji świątyni dedykowanej Najświętszemu Serca Pana Jezusa oraz św. Brunonowi dokonał 26 września 1888 roku biskup warmiński Andreas Thiel. Będąc również nauczycielem religii, skarżył się w piśmie do biskupa, że większość społeczności lokalnej posługuje się tu językiem polskim, a religii musi się uczyć po niemiecku.
Z Olsztynka powołał go arcybiskup Julius Dinder do Poznania, mianując 12 listopada 1888 kanonikiem gremialnym kapituły poznańskiej. 30 maja 1889 został mianowany rektorem (regensem) i profesorem teologii moralnej w ponownie otwartym (po 16-letniej przerwie z powodu polityki kulturkampfu) Seminarium Duchownym w Poznaniu. W 1889 Uniwersytet w Monastyrze, na 25-lecie kapłaństwa, nadał ks. Jedzinkowi tytuł doktora teologii. W 1906, po śmierci arcybiskupa Stablewskiego, został wysunięty przez obie kapituły jako kandydat na jego następcę. Nie został jednak wybrany na urząd arcybiskupa. 23 lutego 1915 został mianowany wikariuszem kapitulnym archidiecezji poznańskiej. Po kilku dniach, po śmierci abpa Edwarda Likowskiego 28 lutego, został obrany przez kapitułę poznańską administratorem diecezji na okres wakansu. Nowy arcybiskup diecezji Edmund Dalbor ustanowił go swoim biskupem pomocniczym (sufraganem). 30 czerwca 1915 został mianowany biskupem pomocniczym archidiecezji poznańskiej i biskupem tytularnym Themisonium. Sakrę biskupią przyjął 21 września 1915. Ponadto pełnił urząd wiceprezesa ordynariatu arcybiskupiego, egzaminatora i sędziego prosynodalnego oraz cenzora ksiąg religijnych.
Pomimo iż z wychowania w Braniewie był Niemcem i uważał się za Niemca, po przybyciu do Poznania zrósł się z polskim społeczeństwem w Wielkopolsce i z Polakami rozmawiał w języku polskim. Sprzeciwiał się germanizacji i upominał się o przywrócenie języka polskiego w szkołach. W 1903 uczestniczył w akcji wyborczej do sejmu pruskiego, głosując na polskiego delegata. Przetłumaczył z polskiego na niemiecki pracę Edwarda Likowskiego o historii unii brzeskiej Rzut oka na wewnętrzny stan Cerkwi ruskiej przed Unią Brzeską. Wcześniej, w 1892, w „Drukarni Kurjera Poznańskiego“ wydał również antysemicką publikację, która odbiła się szerokim echem Der Christ. Eine Entgegnung auf die von einem Geistlichen der Erzdiözesen Gnesen und Posen verfasste Broschüre....
Ponadto założył Towarzystwo św. Józefa dla nauczycieli katolickich z archidiecezji poznańskiej. Należał do Stowarzyszenia Kapłanów Wiecznej Adoracji Najświętszego Sakramentu, a w 1896 roku, z polecenia arcybiskupa Stablewskiego, objął funkcję dyrektora tegoż stowarzyszenia. Szczególną troską otaczał kościół pofranciszkański w Poznaniu dla Niemców katolików, w którym sprawował wszystkie ważniejsze nabożeństwa. W 1914 został członkiem Wydziału Historyczno-Literackiego Poznańskiego Towarzystwa Przyjaciół Nauk.
Zmarł 31 października 1918 roku w Poznaniu po 4 dniach od zachorowania na grypę hiszpankę, którą zaraził się podczas wizytacji duszpasterskiej. Pochowany został w katedrze poznańskiej w krypcie kaplicy św. Krzyża.
Jego bratanek o tym samym imieniu i nazwisku, Paul Jedzink (1880–1943), również został księdzem katolickim i profesorem w seminarium duchownym, z tym że w rodzinnym Braniewie.

## Publikacje
- Der Christ. Eine Entgegnung auf die von einem Geistlichen der Erzdiözesen Gnesen und Posen verfasste Broschüre, die den Titel führt: „Der Jude”, 1892
- Die ruthenisch-römische Kirchenvereignung genannt Union zu Brest (tłumaczenie dzieła Edwarda Likowskiego Rzut oka na wewnętrzny stan Cerkwi ruskiej przed Unią Brzeską), 1904